# Kramfors kommun
Kramfors kommun är en kommun i Västernorrlands län. Centralort är Kramfors som också är kommunens största tätort.
De östra delarna av kommunen är en del av Höga kusten. Kustlinjen karakteriseras av djupa fjärdar, vilka sträcker sig flera mil in i landet. Öarna har branta stränder som kan vara över 200 m höga. Genom kommunen flyter Ångermanälven och området väster om Ångermanälven präglas av skogklädd moränmark. Skogsindustrin dominerande tidigare det lokala näringslivet men i och med Folksams etablering i kommunen har näringslivet allt mer kommit att präglas av tjänstesektorn. 
Sedan kommunen bildades 1971 har befolkningstrenden varit negativ. Kommunen har en lång tradition av socialdemokratiskt styre och partiet hade egen majoritet fram till 1998 då man tappade den egna majoriteten. Istället bildades en koalition med Vänsterpartiet och partiet kunde således fortsätta vid makten fram till valet 2022.

## Administrativ historik
Kommunens område motsvarar socknarna Bjärtrå, Dal, Gudmundrå, Nora, Nordingrå, Skog, Styrnäs, Torsåker, Ullånger, Vibyggerå och Ytterlännäs. I dessa socknar bildades vid kommunreformen 1862 landskommuner med motsvarande namn.  
Den 1 maj 1885 inrättades Nylands municipalsamhälle i Ytterlännäs landskommun och den 7 juni 1889 inrättades Kramfors municipalsamhälle i Gudmundrå landskommun. Kramfors municipalsamhälle upplöstes dock vid årsskiftet 1946/1947 då Kramfors stad bildades genom ombildning av hela landskommunen. 
Vid kommunreformen 1952 bildades i området ett antal "storkommuner": Bjärtrå (oförändrad), Boteå (av Boteå, Styrnäs, Sånga och Överlännäs), Noraström (av Nora och Skog), Nordingrå (oförändrad), Ullånger (av Ullånger och Vibyggerå) och Ytterlännäs (av Dal, Torsåker och Ytterlännäs). Den fem år tidigare bildade Kramfors stad berördes inte av den indelningsrefomen.
Kramfors kommun bildades vid kommunreformen 1971 genom en ombildning av Kramfors stad. Samtidigt med detta upplöstes Nylands municipalsamhälle, ett av landets sista municipalsamhällen. 1974 införlivades kommunerna Bjärtrå, Noraström, Nordingrå, Ullånger och Ytterlännäs samt en del ur Boteå kommun (Styrnäs församling).
Kommunen ingick från bildandet till 25 februari 2002 i Härnösands domsaga och ingår sen dess i Ångermanlands domsaga.
Kommunen ingår sedan 2019 i Förvaltningsområdet för finska. 

## Geografi
Kommunen är belägen i Ådalen i de östra delarna av landskapet Ångermanland med Höga kusten och Bottenhavet i öster. Från nordväst till sydväst rinner Ångermanälven. I söder gränsar kommunen till Härnösands kommun, i väster till Sollefteå kommun och i norr till Örnsköldsviks kommun, alla i Västernorrlands län.

### Topografi och hydrografi
De östra delarna av kommunen är en del av Höga kusten och har en kraftigt bruten relief. Kustlinjen karakteriseras av djupa fjärdar, vilka sträcker sig flera mil in i landet. Öarna har branta stränder som kan vara över 200 m höga. Ångermanälven mynnar i en av fjärdarna och har ett delta norr om tätorten Kramfors. Området som utgör kommunen har Sveriges kraftigaste landhöjning och vid Skuleberget når högsta kustlinjen 285 meter över havet. Landhöjningen har medfört att kalottberg har bildats och vågsvallet har bidragit till nästan vegetationsfria klapperstensbårder under de skogklädda topparna. Flera sydliga växtarter har sin nordgräns på några sydvästsluttningar. Skogklädd moränmark med en del bergsområden präglar området väster om Ångermanälven.
I en av fjärdarna mynnar Ångermanälven med ett delta norr om tätorten Kramfors. 

### Naturskydd
Skuleskogens nationalpark löper över kommunerna Kramfors och Örnsköldsvik. Nationalparken skapades 1984 i syfte att "bevara ett starkt kuperat kustnära skogs- och hällmarksområde, så att växligheten och djurlivet skulle få utvecklas fritt". I nationalparken växer arter som fjälltorta, fjällklynne, björnbrott, fjällskära, fjällnejlika och långskägg.
År 2022 fanns också 37 naturreservat i Kramfors kommun, varav 15 var en del av världsarvet Höga kusten.

### Administrativ indelning
Fram till 2016 var kommunen för befolkningsrapportering indelad i de 10 församlingarna:

- Bjärtrå församling
- Dals församling
- Gudmundrå församling
- Nora-Skogs församling
- Nordingrå församling
- Styrnäs församling
- Torsåkers församling
- Ullångers församling
- Vibyggerå församling
- Ytterlännäs församling

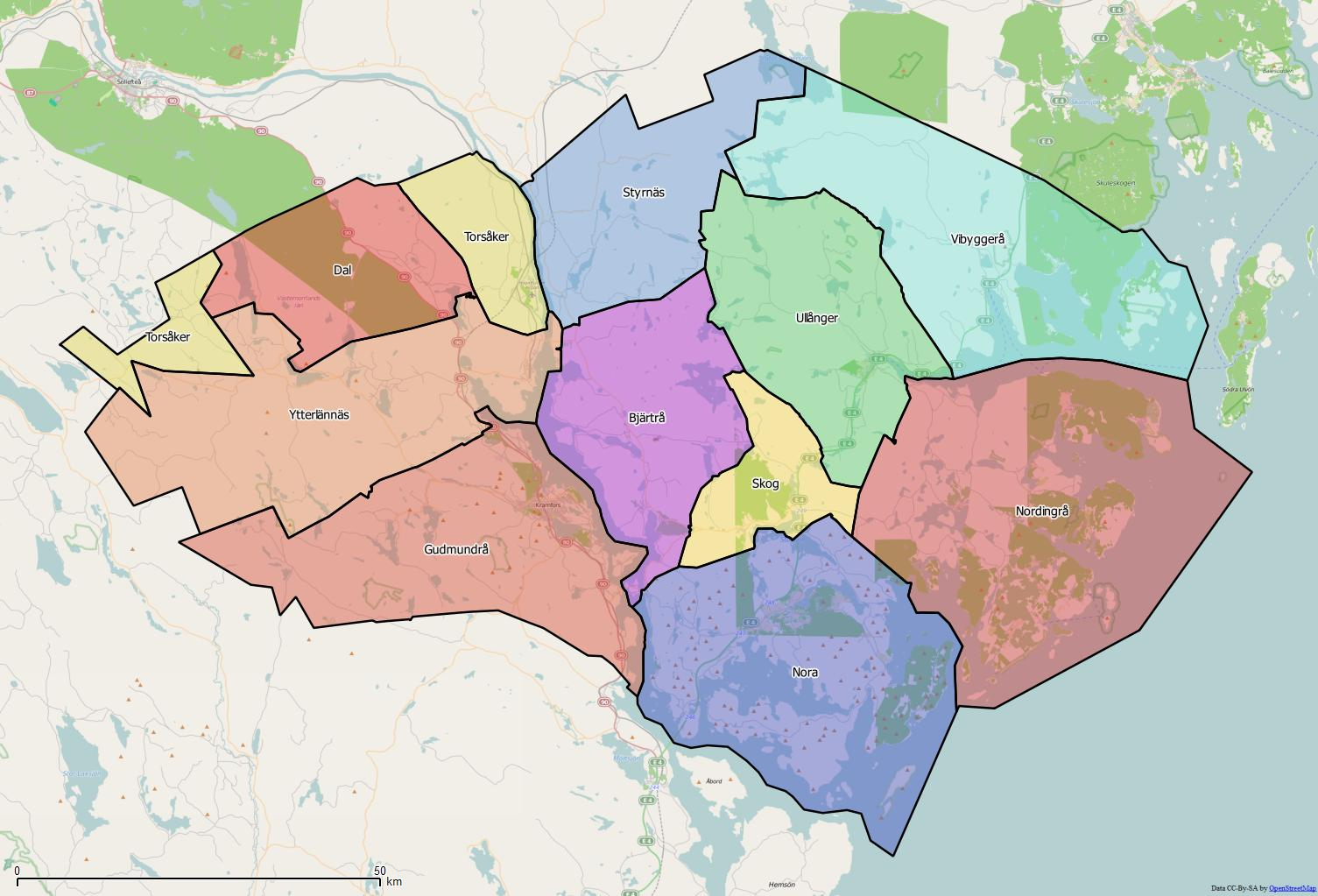
Distrikt (socknar) inom Kramfors kommun

Från 2016 indelas kommunen istället i 11 distrikt, vilka motsvarar de tidigare socknarna:

- Bjärtrå
- Dal
- Gudmundrå (med centralorten Kramfors)
- Nora
- Nordingrå
- Skog
- Styrnäs
- Torsåker
- Ullånger
- Vibyggerå
- Ytterlännäs

### Tätorter
Vid tätortsavgränsningen av Statistiska centralbyrån den 31 december 2015 fanns det tolv tätorter i Kramfors kommun.
| Nr | Tätort       | Folkmängd |
| -- | ------------ | --------- |
| 1  | Kramfors     | 6 582     |
| 2  | Bollstabruk  | 1 883     |
| 3  | Nyland       | 892       |
| 4  | Ullånger     | 768       |
| 5  | Docksta      | 401       |
| 6  | Lunde        | 365       |
| 7  | Lugnvik      | 332       |
| 8  | Klockestrand | 327       |
| 9  | Sandslån     | 313       |
| 10 | Nordingrå    | 282       |
| 11 | Mjällom      | 243       |
| 12 | Herrskog     | 211       |

Centralorten är i fet stil.

## Styre och politik

### Styre
Kommunen har en lång tradition av socialdemokratiskt styre och partiet hade egen majoritet fram till 1998 då man tappade den egna majoriteten. Istället bildades en koalition med Vänsterpartiet och partiet kunde således fortsätta vid makten fram till valet 2022.

### Kommunfullmäktige

#### Presidium
| Presidium 2022–2026    | Presidium 2022–2026 | Presidium 2022–2026 |
| ---------------------- | ------------------- | ------------------- |
| Ordförande             | S                   | Peter Hedberg       |
| Förste vice ordförande | S                   | Susanne Viklund     |
| Andre vice ordförande  | C                   | Peder Svensson      |

#### Mandatfördelning 1970–2022
| 6 | 26 | 6 | 2 |  |

| 34 | 7 |

| 6 | 33 |  | 16 |  |  | 3 |

| 56 |

| 3 | 32 |  | 17 |  |  | 4 |

| 51 | 10 |

| 4 | 33 |  | 16 |  |  | 4 |

| 46 | 15 |

| 5 | 35 | 15 |  | 5 |

| 43 | 18 |

| 5 | 33 |  | 13 |  |  | 6 |

| 45 | 16 |

| 5 | 32 | 3 | 12 |  |  | 5 |

| 38 | 23 |

| 5 | 31 |  | 12 |  | 3 | 6 |

| 39 | 22 |

| 5 | 33 | 3 | 12 |  |  | 6 |

| 32 | 29 |

| 9 | 28 |  | 11 |  | 3 | 6 |

| 31 | 30 |

| 5 | 20 |  | 8 | 2 | 2 | 3 |

| 19 | 22 |

| 4 | 19 |  | 8 | 2 | 2 | 5 |

| 24 | 17 |

| 4 | 20 | 2 |  | 7 |  |  | 5 |

| 23 | 18 |

| 4 | 20 |  | 3 | 7 |  |  | 4 |

| 23 | 18 |

| 6 | 17 | 5 | 8 |  |  | 3 |

| 21 | 20 |

| 4 | 18 | 7 | 6 | 2 | 4 |

| 22 | 19 |

### Nämnder

#### Kommunstyrelse
Kommunstyrelsen utgörs av 15 ledamöter.
| Presidium 2022–2026    | Presidium 2022–2026 | Presidium 2022–2026 |
| ---------------------- | ------------------- | ------------------- |
| Ordförande             | S                   | Malin Svanholm      |
| Förste vice ordförande | V                   | Jon Björkman        |
| Andre vice ordförande  | C                   | Ida Stafrin         |

#### Lista över kommunstyrelsens ordförande
- Christer Nilsson, Socialdemokraterna, 1994–2006[17]
- Jan Johansson, Socialdemokraterna, 2006–2010[18]
- Micael Melander, Socialdemokraterna, 2010–2014[19][20]
- Jan Sahlén, Socialdemokraterna, 2014–31 december 2019[21]
- Malin Svanholm, Socialdemokraterna, 1 januari 2020–[22]

Denna lista hämtas från Wikidata. Informationen kan ändras där.

#### Övriga nämnder
I kommunen finns totalt fem nämnder. Dess presidium presenteras nedan och avser mandatperioden 2022–2026.
| Nämnd                | Ordförande | Ordförande         | Vice ordförande | Vice ordförande   |
| -------------------- | ---------- | ------------------ | --------------- | ----------------- |
| Välfärdsnämnden      | S          | Carl-Gunnar Krooks | V               | Anette Agrell     |
| Bildningsnämnden     | S          | Thomas Näsholm     | S               | Ulrike Schwinn    |
| Produktionsnämnden   | S          | Rainor Melander    | V               | Karin Högström    |
| Överförmyndarnämnden | S          | Krister Asplund    | V               | Ingmari Georgsson |
| Valnämnden           | S          | Susanne Viklund    | S               | Tommy Swärdh      |

### Vänorter
- Lappajärvi, Finland[29]

## Ekonomi och infrastruktur

### Näringsliv
Skogsindustrin dominerande tidigare det lokala näringslivet. I början av 2020-talet representerades den av säck- och kraftpapperstillverkaren Mondi Dynäs AB och SCA Timber AB, men dominerade inte näringslivet längre. Istället var fler sysselsatta inom verkstadsindustrin där tyngdpunkten låg  på små och medelstora företag, och största företaget har Nordhydraulic AB. Skoindustrin i kommunen har gamla anor och i början av 2020-talet återstod en fabrik. Men samtidigt som både skogs- och skoindustrin fått minskad betydelse har tjänstesektorn utvecklats vilket främst kan härledas till  Folksams etablering.

### Infrastruktur

#### Transporter
Från söder mot nordöst genomkorsas kommunen av E4 med Högakustenbron i söder. Högakustenbron, som är Sveriges längsta hängbro och dessutom en av världens längsta, sträcker sig över Ångermanälven mellan Kramfors och Härnösands kommuner.
Riksväg 90 sträcker sig genom kommunen från söder mot nordväst. I Lunde avtar länsväg 332 åt öster och från denna avtar länsväg 334 åt norr. Vid Hallstahammar och Bollstabruk vägarna 90 och 334 av länsväg 333. Från söder mot norr genomkorsas kommunen av Ådalsbanan som trafikeras av SJ:s fjärrtåg med stopp i Kramfors samt Norrtågs regiontåg mellan Sundsvall och Umeå med stopp även vid Höga Kusten Airport.
I Lunde ligger också stora Sandöbron som invigdes 1943 efter att den tragiskt rasat 31 augusti 1939 med 18 människors död som följd. Bron var till 1964 världens största i sitt slag.

## Befolkning

### Demografi

#### Befolkningsutveckling
Kommunen har 17 491 invånare (31 december 2024), vilket placerar den på 138:e plats avseende folkmängd bland Sveriges kommuner.
| Befolkningsutvecklingen i Kramfors kommun 1970–2020 | Befolkningsutvecklingen i Kramfors kommun 1970–2020 | Befolkningsutvecklingen i Kramfors kommun 1970–2020 | Befolkningsutvecklingen i Kramfors kommun 1970–2020 | Befolkningsutvecklingen i Kramfors kommun 1970–2020 |
| --- | --------------------------------------------------- | --------------------------------------------------- | --------------------------------------------------- | --------------------------------------------------- |
| |                                                     |                                                     |                                                     |                                                     |
| År |                                                     |                                                     | Folkmängd                                           |                                                     |
| 1970 | 1970                                                |                                                     | 29 005                                              |                                                     |
| 1975 | 1975                                                |                                                     | 27 892                                              |                                                     |
| 1980 | 1980                                                |                                                     | 26 611                                              |                                                     |
| 1985 | 1985                                                |                                                     | 25 223                                              |                                                     |
| 1990 | 1990                                                |                                                     | 24 555                                              |                                                     |
| 1995 | 1995                                                |                                                     | 23 449                                              |                                                     |
| 2000 | 2000                                                |                                                     | 21 382                                              |                                                     |
| 2005 | 2005                                                |                                                     | 20 107                                              |                                                     |
| 2010 | 2010                                                |                                                     | 18 911                                              |                                                     |
| 2015 | 2015                                                |                                                     | 18 359                                              |                                                     |
| 2020 | 2020                                                |                                                     | 18 133                                              |                                                     |
| Anm: Uppgifterna avser förhållandena den 31 december enligt den kommunala indelningen den 1 januari året efter. Kramfors kommun utökades den 1 januari 1974. Siffran för 1970 avser befolkningen för kommunens nuvarande område. |                                                     |                                                     |                                                     |                                                     |

#### Utländsk bakgrund
Den 31 december 2016 utgjorde antalet invånare med utländsk bakgrund (utrikes födda personer samt inrikes födda med två utrikes födda föräldrar) 2 654, eller 14,21 % av befolkningen (hela befolkningen: 18 681 den 31 december 2016). Den 31 december 2002 utgjorde antalet invånare med utländsk bakgrund enligt samma definition 1 091, eller 5,27 % av befolkningen (hela befolkningen: 20 711 den 31 december 2002).
| Bakgrund den 31 december 2016                 | Antal  | Andel   | Varav män | Kvinnor |
| --------------------------------------------- | ------ | ------- | --------- | ------- |
| Utrikes födda                                 | 2 314  | 12,39 % | 1 245     | 1 069   |
| Inrikes födda med två utrikes födda föräldrar | 340    | 1,82 %  | 194       | 146     |
| Inrikes födda med en inrikes född förälder    | 859    | 5,12 %  | 449       | 410     |
| Inrikes födda med två inrikes födda föräldrar | 15 168 | 81,19 % | 7 719     | 7 449   |

#### Invånare efter de vanligaste födelseländerna
Denna tabell redovisar födelseland för Kramfors kommuns invånare enligt den statistik som finns tillgänglig från Statistiska centralbyrån (SCB). SCB redovisar endast födelseland för de fem nordiska länderna samt de 12 länder med flest antal utrikes födda i hela riket. En person som inte kommer från något av de här 17 länderna har istället av SCB förts till den världsdel som födelselandet tillhör. Personer födda i Sovjetunionen samt de personer med okänt födelseland är också medtagna i statistiken.
| Födelseland 31 december 2016 | Födelseland 31 december 2016      | Födelseland 31 december 2016 | Födelseland 31 december 2016 | Födelseland 31 december 2016 |
| ---------------------------- | --------------------------------- | ---------------------------- | ---------------------------- | ---------------------------- |
| Nr                           | Land/världsdel                    | Antal                        | Andel                        | Andel i hela riket           |
| 1                            | Sverige                           | 16 367                       | 87,61 %                      | 82,15 %                      |
| 2                            | Finland                           | 364                          | 1,95 %                       | 1,54 %                       |
| 3                            | Syrien                            | 334                          | 1,79 %                       | 1,49 %                       |
| 4                            | Eritrea                           | 329                          | 1,76 %                       | 0,35 %                       |
| 5                            | Europeiska unionen: Övriga länder | 180                          | 0,96 %                       | 2,07 %                       |
| 6                            | Tyskland                          | 156                          | 0,84 %                       | 0,50 %                       |
| 7                            | Afrika: Övriga länder             | 153                          | 0,82 %                       | 0,96 %                       |
| 8                            | Asien: Övriga länder              | 139                          | 0,74 %                       | 2,09 %                       |
| 9                            | Europa utom EU: Övriga länder     | 84                           | 0,45 %                       | 0,72 %                       |
| 10                           | Afghanistan                       | 73                           | 0,39 %                       | 0,35 %                       |
| 11                           | Somalia                           | 70                           | 0,37 %                       | 0,64 %                       |
| 12                           | Thailand                          | 61                           | 0,33 %                       | 0,40 %                       |
| 13                           | Sydamerika                        | 56                           | 0,30 %                       | 0,70 %                       |
| 14                           | Turkiet                           | 51                           | 0,27 %                       | 0,47 %                       |
| 15                           | Iran                              | 41                           | 0,22 %                       | 0,71 %                       |
| 16                           | Norge                             | 38                           | 0,20 %                       | 0,42 %                       |
| 16                           | Polen                             | 38                           | 0,20 %                       | 0,89 %                       |
| 18                           | Irak                              | 37                           | 0,20 %                       | 1,35 %                       |
| 19                           | Nordamerika                       | 32                           | 0,17 %                       | 0,37 %                       |
| 20                           | Danmark                           | 30                           | 0,16 %                       | 0,41 %                       |
| 21                           | / SFR Jugoslavien/FR Jugoslavien  | 17                           | 0,09 %                       | 0,67 %                       |
| 22                           | Bosnien och Hercegovina           | 15                           | 0,08 %                       | 0,58 %                       |
| 23                           | Sovjetunionen                     | 6                            | 0,03 %                       | 0,06 %                       |
| 24                           | Okänt födelseland                 | 5                            | 0,03 %                       | 0,01 %                       |
| 25                           | Island                            | 3                            | 0,02 %                       | 0,06 %                       |
| 26                           | Oceanien                          | 2                            | 0,01 %                       | 0,06 %                       |

#### Utländska medborgare
Den 31 december 2016 hade 1 599 invånare (8,56 %), varav 896 män och 703 kvinnor, ett utländskt medborgarskap och saknade samtidigt ett svenskt sådant. Personer som har både utländskt och svenskt medborgarskap räknas inte av Statistiska centralbyrån som utländska medborgare.

## Kultur

### Kulturarv

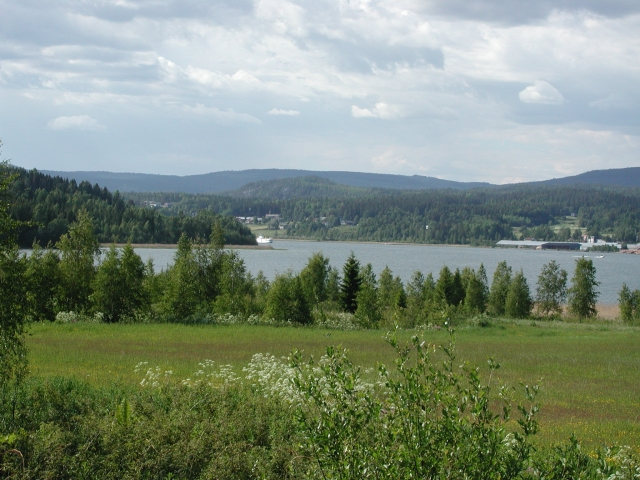
Rödviken i Ullånger, en del av Höga Kusten.

Området Höga kusten (från och med 2000 på UNESCOS:s världsarvslista) ligger till största delen inom Kramfors kommun. I Nordingrå, som ligger inom Höga Kusten, ligger bland annat Mannaminne, en museiby bestående av ett 50-tal hus som bygger på olika teman.
Det finns tre fornborgar i kommunen, dessa är också Ångermanlands enda fornborgar som är antikvariskt bedömda att vara en (fast) fornlämning.

### Kommunvapen
Blasonering: I fält av silver en blå, genomgående bro i ett spann och däröver en blå fläkt kråka, med beväring av guld, därest dylik skall komma till användning. 
Kramfors kommunvapen skapades för Kramfors stad inför dess bildande 1947. Fågeln är tagen ur ett sockensigill från 1600-talet och brospannet syftar på Sandöbron.
Inför och efter den nya kommunens bildande diskuterades vapenfrågan länge. Det fanns flera konkurrerande vapen och en viss opposition mot "kråkan" förelåg. Dock registrerades stadsvapnet för kommunen i PRV år 1984.